# Lanao del Sur
Lanao del Sur là một tỉnh của Philippines nằm ở Vùng tự trị Mindanao Hồi giáo (ARMM). Thủ phủ tỉnh này là Thành phố Marawi. Tỉnh này giáp Lanao del Norte về phía bắc, Bukidnon về phía đông, và giáp Maguindanao và Cotabato về phía nam. Về phía tây nam là vịnh Illana, và một nhánh của vịnh Moro. Hồ Lanao, hồ lớn nhất Mindanao, nơi có thác nước Maria Cristina, thác nước lớn nhất ở quốc gia này.

## Địa lý

### Hành chính
Lanao del Sur được chia ra 39 đô thị và 1 thành phố.

#### Thành phố
- Thành phố Marawi

#### Các đô thị
| - Bacolod-Kalawi (Bacolod-Grande) - Balabagan - Balindong (Watu) - Bayang - Binidayan - Buadiposo-Buntong - Bubong - Bumbaran - Butig - Calanogas - Ditsaan-Ramain - Ganassi - Kapai - Kapatagan - Lumba-Bayabao (Maguing) - Lumbaca-Unayan - Lumbatan - Lumbayanague - Madalum - Madamba | - Maguing - Malabang - Marantao - Marogong - Masiu - Mulondo - Pagayawan (Tatarikan) - Piagapo - Poona Bayabao (Gata) - Pualas - Saguiaran - Sultan Dumalondong - Picong (Sultan Gumander) - Tagoloan Ii - Tamparan - Taraka - Tubaran - Tugaya - Wao |